# Furness Premier Football League
Furness Premier Football League är en engelsk fotbollsliga baserad runt halvön Furness i Cumbria, grundad under 1970-talet. Den har tre divisioner och toppdivisionen Premier Division ligger på nivå 14 i det engelska ligasystemet.
Ligan har inget formellt uppflyttningsavtal med ligor högre upp i systemet, men klubbar från ligan har flyttats upp till West Lancashire Football League.

## Mästare
| Säsong  | Premier Division       | Division One                |
| ------- | ---------------------- | --------------------------- |
| 2006/07 | Vickerstown            | Furness Hotel               |
| 2007/08 | BAE Barrow SC Reserves | Furness Cavaliers Reserves  |
| 2008/09 | Dalton United Reserves | Barrow Wanderers            |
| 2009/10 | Vickerstown Reserves   | SDO                         |
| 2010/11 | Barrow Wanderers       | Crooklands Casuals Reserves |

Källa: Football Mitoo